# 10 de 6
El 10 de 6 és un castell de sis pisos, amb deu castellers a cada pis. És un castell poc habitual, que només ha fet una colla, encara que amb un pis més el 10 de 7 sí que ha estat més sovintejat. Els Ganàpies de la UAB el van descarregar per primer cop el 16 de desembre del 2021 a la Diada d'hivern de la colla.

## Estadística
Actualitzat a 31 de desembre de 2024
| Resultat              |
| --------------------- |
| Descarregat (D)       |
| Carregat (C)          |
| Intent (I)            |
| Intent desmuntat (ID) |

| Núm.        | Colla              | Resultats globals | Resultats globals | Resultats globals | Resultats globals | Total | Resultats parcials | Resultats parcials | Resultats parcials |
| Núm.        | Colla              | D                 | C                 | I                 | ID                | Total | Assolit (D+C)      | No assolit (I+ID)  | Caigudes (C+I)     |
| ----------- | ------------------ | ----------------- | ----------------- | ----------------- | ----------------- | ----- | ------------------ | ------------------ | ------------------ |
| 1           | Ganàpies de la UAB | 5                 | 0                 | 0                 | 0                 | 5     | 5                  | 0                  | 0                  |
| Total       | Total              | 5                 | 0                 | 0                 | 0                 | 5     | 5                  | 0                  | 0                  |
| Percentatge | Percentatge        | 100%              | 0%                | 0%                | 0%                | 100%  | 100%               | 0%                 | 0%                 |